# بوبي كرام
بوبي كرام (بالإنجليزية: Bobby Cram)‏ هو لاعب كرة قدم بريطاني، ولد في 19 نوفمبر 1939 في هتون-لو-هول ‏ في المملكة المتحدة، وتوفي في 14 أبريل 2007 في فانكوفر في كندا. لعب مع كولتشستر يونايتد ووست بروميتش ألبيون.